# Sigsig (kanton)
Sigsig – kanton w Ekwadorze, w prowincji Azuay. Stolicą kantonu jest Sigsig.